# Hyndla
Hyndla ist eine Riesin mit Zauberkräften aus der nordischen Mythologie. Sie gilt als alt und weise, da sie ein enormes Wissen über die Abstammung von Menschen und Göttern hat. Als Reittiere dienen ihr Wölfe. Im Hyndlalied wird beschrieben, wie sie dieses Wissen an die Göttin Freya und ihren Günstling Ottar übermittelt.
Freya bittet Hyndla mit ihr nach Walhall zu reiten, um von ihr zu erfahren, von welchen Ahnen ihr Günstling Ottar abstamme. Dieses Wissen braucht er, da er um sein Erbe gewettet hat. Hyndla gibt – wenn auch widerstrebend – die gewünschten Informationen. Als die Göttin im Anschluss daran versucht, Hyndla zu überreden, Ottar einen Trank zu verabreichen, der es ihm erleichtern soll, das Gehörte zu behalten, weigert sich Hyndla. Daraufhin droht Freya ihr an, sie mit einem Zauber zu belegen, der in ihr unstillbares Verlangen nach körperlicher Liebe entfachen werde. So gibt Hyndla nach, spricht aber ihrerseits einen Fluch über den Trank für Ottar aus, den Freya vereitelt.

## Hyndlalied
Was wir heute über Hyndla wissen, stammt aus dem Hyndlalied der Älteren Edda. Es ist das letzte Lied der Götterdichtungen und stellt den Übergang zu den Heldendichtungen dar. Ein Einschub in den Strophen 28 bis 41, der sich mit dem Ragnarök beschäftigt, wird auch die kleine Völuspá genannt.